# 瀬田悌三郎
瀬田 悌三郎（せた ていざぶろう、1937年6月14日 - ）は、日本の地方公務員。東京都総務局長や、東京都副知事、首都高速道路公団理事長、日本宝くじ協会理事長などを歴任した。

## 人物・経歴
1956年東京都入庁。1960年中央大学法学部卒業。1972年文京区教育委員会事務局文京総合体育館長。1973年文京区教育委員会事務局社会教育課長。1975年文京区保健衛生部管理課長。同年東京都水道局副主幹（局務担当）。1979年東京都水道局総務部主計課長。1982年東京都総務局人事部職員課長。1984年東京都総務局主幹（人事部職員課長事務取扱）。1985年東京都総務局主幹（区市町村行財政連絡調整担当）。1987年東京都総務局参事。1988年東京都総務局学事部長。1990年東京都総務局総務部長。1991年東京都労働経済局次長。1992年東京都東京フロンティア推進本部長。1994年東京都総務局長。1995年東京都副知事。2001年首都高速道路公団理事長。2002年東京港埠頭公社理事長。2005年東京都信用保証協会理事長、全国信用保証協会連合会理事長。2007年東京都国民健康保険団体連合会理事長。のち、日本宝くじ協会理事長。2008年瑞宝中綬章受章。

## 編書
- 『地方公共団体　人事・給与実務用語事典』ぎょうせい 1996年